# Coppa Latina 2006 (hockey su pista)
La Coppa Latina 2006 è stata la 23ª edizione dell'omonima competizione europea di hockey su pista riservata alle squadre nazionali. Il torneo ha avuto luogo dal 14 al 16 aprile 2006.
La vittoria finale è andata alla nazionale della Spagna che si è aggiudicata il torneo per la nona volta nella sua storia.

## Formula
La Coppa Latina 2006 vede la partecipazione delle nazionali Under-23 della Francia, dell'Italia, del Portogallo e della Spagna. La manifestazione fu organizzata con un girone all'italiana, con gare di sola andata di 3 giornate: erano assegnati tre punti per l'incontro vinto, un punto a testa per l'incontro pareggiato e zero la sconfitta. Al termine del torneo la squadra prima classificata venne proclamata vincitrice della coppa.

## Risultati
| Squadra    | Pt | G | V | N | P | GF | GS | DG  |
| ---------- | -- | - | - | - | - | -- | -- | --- |
| Spagna     | 7  | 3 | 2 | 1 | 0 | 11 | 1  | +10 |
| Portogallo | 6  | 3 | 2 | 0 | 1 | 11 | 8  | +3  |
| Italia     | 2  | 3 | 0 | 2 | 1 | 5  | 6  | -1  |
| Francia    | 1  | 3 | 0 | 1 | 2 | 4  | 16 | -8  |

| Viareggio 14 aprile 2006 | Portogallo | 0 – 6 | Spagna | PalaBarsacchi |

| Viareggio 14 aprile 2006 | Francia | 3 – 3 | Italia | PalaBarsacchi |

| Viareggio 15 aprile 2006 | Francia | 1 – 9 | Portogallo | PalaBarsacchi |

| Viareggio 15 aprile 2006 | Italia | 1 – 1 | Spagna | PalaBarsacchi |

| Viareggio 16 aprile 2006 | Francia | 0 – 4 | Spagna | PalaBarsacchi |

| Viareggio 16 aprile 2006 | Italia | 1 – 2 | Portogallo | PalaBarsacchi |